# Čínská demokratická liga
Čínská demokratická liga (CDL; čínsky v českém přepisu Čung-kuo min-ču tchung-meng, pchin-jinem Zhōngguó Mínzhǔ Tóngméng, znaky zjednodušené 中国民主同盟, tradiční 中國民主同盟) je jednou z osmi menších politických stran v Čínské lidové republice působící pod vedením Komunistické strany Číny. Byla založena v roce 1941 jako zastřešující koaliční aliance Čínské národně socialistické strany, Čínské strany mládeže a Čínské rolnické a dělnické demokratické strany za účelem boje proti Japonsku a zároveň jako „třetí síla“ vedle Kuomintangu napravo a Komunistické strany Číny nalevo.
Koncem roku 2022 měla Čínská demokratická liga přibližně 348 300 členů, převážně intelektuálů pracujících v oblasti kultury, vzdělávání, přírodních a společenských věd a techniky. Po Revolučním výboru čínského Kuomintangu je druhou nejvýznamnější menší stranou v Číně, ve Všečínském shromáždění lidových zástupců zvoleném roku 2023 má 56 poslanců (z 2977), v jeho stálém výboru 9 poslanců (ze 175). V Čínském lidovém politickém poradním shromáždění má 65 zástupců (z 544 křesel přidělených politickým stranám).
Předsedou ústředního výboru Čínské demokratické ligy je od roku 2017 Ting Čung-li. 

## Historie
Čínská demokratická politická liga byla založena v březnu 1941 v Čchung-čchingu; v září 1944 se přejmenovala na Čínskou demokratickou ligu. Při svém vzniku byla koalicí tří prodemokratických stran a tří zájmových skupin. Jejími dvěma hlavními cíli bylo podpořit válečné úsilí Číny během druhé čínsko-japonské války a konsolidovat centristickou „třetí sílu“ mezi Kuomintangem a Komunistickou stranou Číny.  K vlivným členům nebo příznivcům patřili Čang Tung-sun, Carsun Čchang, Luo Lung-ťi, Pchan Kuang-tan, Chuang Jen-pchej, Fej Siao-tchung, Li Chuang, Wu Chan, Čchu An-pching a Wen I-tuo.
V říjnu 1945 liga vydala zprávu, v níž potvrdila své politické závazky a vytyčila své cíle. V této zprávě liga prohlásila, že není ani levicová, ani pravicová, že neupřednostňuje ani liberální, ani socialistickou demokracii. Zpráva sice chválila prvky západních liberálních demokracií, ale zároveň kritizovala ekonomické nerovnosti, které existovaly v západních kapitalistických společnostech. Zpráva tedy dospěla k závěru, že nejlepší forma demokracie pro Čínu by zahrnovala prvky jak „západní politické demokracie“, tak „sovětské ekonomické demokracie“. Aby toho Liga dosáhla, doufala, že bude spolupracovat jak s nacionalisty, tak s komunisty v koaliční vládě, která by sepsala novou ústavu. Rozčarování z nacionalistické vlády, která Ligu v roce 1947 postavila mimo zákon, a vliv Komunistické strany Číny však způsobily, že se Liga během druhé fáze čínské občanské války přiklonila na stranu komunistů. Poté dvě z jejích zakládajících stran, Čínská národně socialistická strana a Strana mladé Číny, opustily Ligu a připojily se k nacionalistům na Tchaj-wanu. Zbývající ustavující strana odešla později a nakonec se v únoru 1947 stala Demokratickou stranou čínských rolníků a dělníků .
Třemi zájmovými skupinami byly Národní sdružení pro záchranu, Sdružení pro obnovu venkova a Společnost pro odborné vzdělávání. Národní sdružení pro záchranu, zdaleka největší a nejpopulárnější ze zájmových skupin, byla inspirována Armádami národní spásy a existovala za účelem podpory odporu proti Japonsku, ale po skončení války ztratila význam. Sdružení pro obnovu venkova byla agrární lobby vzniklá z Hnutí za obnovu venkova, které bylo původně nepřátelské vůči komunismu, ale postupně se jejich zájmy v oblasti péče o rolníky protnuly. Třetí zájmová skupina, Společnost pro odborné vzdělávání, chtěla zřídit odborné školy po celé Číně a stala se jádrem Čínského národně demokratického stavebního sdružení. 
Od vzniku Čínské lidové republiky roku 1949 se Čínská demokratická liga pod vedením komunistické strany podílí na vládě, je zastoupena v parlamentu (Všečínském shromáždění lidových zástupců) i Čínském lidovém politickém poradním shromáždění. Předseda ligy Čang Lan v letech 1949–1954 působil jako místopředseda Ústřední lidové vlády Čínské lidové republiky, jeho nástupce Šen Ťün-žu v letech 1949–1954 předsedal Nejvyššímu lidovému soudu Čínské lidové republiky a poté pracoval jako místopředseda stálého výboru Všečínského shromáždění lidových zástupců. I následující předsedové ligy zpravidla zaujali pozici místopředsedy stálého výboru Všečínského shromáždění lidových zástupců. Během kulturní revoluce byla nucena přerušit činnost, po jejím skončení roku 1976 postupně obnovila své aktivity.  
Liga vznikla jako všelidová strana, nicméně po roce 1949 v rámci koalice vedené komunisty ztratily menší strany samostatnost a v letech 1950–1951 jim komunisté „přidělili“ sociální skupiny mezi kterými nadále mohly působit, ústřední výbor Čínské demokratické ligy tudíž v prosinci 1950 rozhodl, že liga bude nabírat členy mezi městskými intelektuály, zejména v oblasti kultury a vzdělávání, a zdrží se jakéhokoliv působení mezi příslušníky bezpečnostních sborů a ozbrojených sil, a nebude přijímat ani členy z venkova a z národnostních menšin.
V roce 1997 Liga přijala stanovy, které stanovily, že jejím programem je „držet vysoko prapor vlastenectví a socialismu, uskutečňovat základní linii v prvotní fázi socialismu, chránit stabilitu ve společnosti, posilovat služby národní jednotě a usilovat o podporu socialistické modernizace, zavedení a zdokonalení tržního hospodářství, posílení politické přestavby a socialistické duchovní civilizace, emancipaci a rozvoj výrobních sil, upevnění a rozšíření jednotné vlastenecké fronty a uskutečnění velkých cílů socialismu s čínskými rysy“.

## Organizace a vedení
Nejvyšším orgánem Čínské demokratické ligy je celostátní sjezd, který se koná každých pět let, sjezd schvaluje stanovy strany, volí ústřední výbor a vyslechne zprávu o práci odstupujícího ústředního výboru. Ústřední výbor je nejvyšším orgánem strany mezi sjezdy, schází se každoročně a k běžnému řízení strany volí stálý výbor ústředního výboru, včetně jeho předsedy a místopředsedů.
CDL vydává noviny Lidová tribuna (Čchün-jen, 群言) a Ústřední zpravodaj Ligy (Čung-jang meng-sün, 中央盟讯), v minulosti vydávala deník Kuang-ming ž’-pao.
Ligu tvoří především intelektuálové střední a vyšší úrovně z oblasti kultury, vzdělávání, přírodních a společenských věd a techniky. Roku 2007 měla přes 181 tisíc členů, k prosinci 2022 měla přibližně 348 300 členů; z tohoto počtu bylo 23,26 % z oblasti pokročilého vzdělávání, 27,74 % z oblasti základního a středního vzdělávání a 6,64 % z oblasti kultury a publicity. Více než 25 700 členů ligy působilo jako poslanci shromáždění lidových zástupců a členové lidových politických poradních shromáždění na všech úrovních, téměř 2000 členů ligy působilo ve státní správě a soudnictví na okresní nebo vyšší úrovni.
Vedoucím představitelem strany je předseda ústředního výboru Čínské demokratické ligy. V období od března 1941 do září 1944 se tato funkce nazývala předseda ústředního výkonného výboru Čínské demokratické politické ligy a pak do prosince 1949 předseda ústředního výkonného výboru Čínské demokratické ligy:
- Chuang Jen-pchej, březen – říjen 1941;
- Čang Lan, říjen 1941 – únor 1955;
- Šen Ťün-žu, únor 1955 – červen 1963;
- Jang Ming-süan, červen 1963 – říjen 1965;
- neobsazeno, říjen 1965 – říjen 1979;
- Š’ Liang, říjen 1979 – září 1985;
- Čchu Tchu-nan, leden 1986 – leden 1987;
- Fej Siao-tchung, 1987 – listopad 1996;
- Ting Š’-sun, listopad 1996 – prosinec 2005;
- Ťiang Šu-šeng, prosinec 2005 – prosinec 2012;
- Čang Pao-wen, prosinec 2012 – prosinec 2017;
- Ting Čung-li, od prosince 2017.